# Hermannia javensis
Hermannia javensis är en kvalsterart som först beskrevs av Hammer 1979.  Hermannia javensis ingår i släktet Hermannia och familjen Hermanniidae. Inga underarter finns listade i Catalogue of Life.